# Korsika
Singles de Mireille Mathieu
Akropolis Adieu
(1971) Hans im Glück
(1972)
Korsika est une chanson allemande de la chanteuse française Mireille Mathieu sorti en 1972. Cette chanson a une version française, Corsica.